# Adam Marjan
Adam Marjan (àrab: آدم مرجان)  (Kuwait, 23 de setembre de 1957) és un exfutbolista kuwaitià de la dècada de 1980.
Fou internacional amb la selecció de futbol de Kuwait amb la qual participà a la Copa del Món de futbol de 1982.
Pel que fa a clubs, destacà a Kazma Sporting Club.